# Vienna Insurance Group

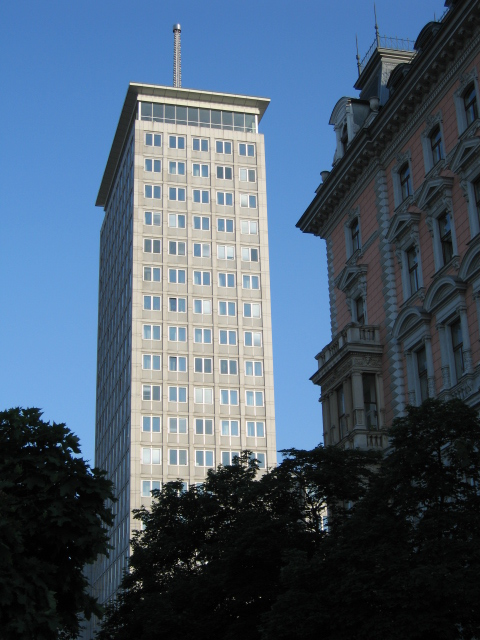
Sede de la aseguradora.

Vienna Insurance Group es la compañía de seguros más importante de Austria, así como una de las más grande en Europa Central y Oriental. Ofrece seguros de personas, incluyendo seguros de vida, de robo y de accidentes.

## Historia
Fundada en 1922, adquirió en 1938 a las empresas aseguradoras Brandschaden-Versicherung —fundada en 1824— y Janus; esta última fusionada con la primera desde 1924.
Su sede es el edificio Ringturm, el cual fue construido en 1955. Éste se encuentra en el centro de Viena, en la Ringstraße. 
Esta empresa ingresó en 1994 como componente del índice bursátil austríaco ATX.

## Filiales
Aunque en Eslovenia e Italia hay sucursales de Vienna Insurance Group, en otros países también existen subsidiarias de esta empresa como las siguientes:
| - Albania - Sigma - Intersig - Interalbanian - Alemania - Interrisk Versicherung - Austria - Wiener Städtische - Donau Versicherung - S-Versicherung - Bielorrusia - Kupala - Bosnia y Herzegovina - Jahorina - Bulgaria - Bulstrad Insurance-Reinsurance - Bulstrad Life Insurance - Croacia - Kvarner osiguranje - Helios osiguranje - Erste osiguranje - Eslovaquia - Kooperativa - Komunálna - Poisťovňa | - Eslovenia - Wiener Städtische (sucursal) - Estonia - Compensa - Georgia - Georgian Pension and Insurance Holding - International Insurance Company IRAO - Hungría - Union Biztosító - Erste Biztosító - Italia - Wiener Städtische (sucursal) - Letonia - Compensa - Liechtenstein - Vienna Life - Lituania - Compensa - Macedonia del Norte - Winner - Winner Life - Montenegro - Wiener Städtische Podgorica | - Polonia - Compensa - Benefia - Interrisk - Polisa - República Checa - Kooperativa - Česká podnikatelská pojist'ovna - Pojišťovna České spořitelny - VIG Re - Rumania - Asirom - Omniasig - BCR De Viata - Serbia - Wiener Städtische Osiguranje - Ucrania - Jupiter - Kniazha - IC Globus - UIG - Turquía - Ray Sigorta |  |